# 洛斯吉多區
洛斯吉多區（西班牙語：Los Guido），是哥斯達黎加的一個區，位於該國中部聖何塞省，面積3.01平方公里，海拔高度1,250米，2011年人口24,102，該區人口密度每平方公里8,007人。